# 多号作戦
多号作戦（たごうさくせん）は、大東亜戦争末期のフィリピンの戦いで、日本陸軍と日本海軍が協同で実施したレイテ増援輸送作戦のこと。
主な揚陸地の名をとりオルモック輸送作戦とも呼ばれる。
1944年（昭和19年）10月末から12月上旬まで、レイテ島地上戦にともなうレイテ島西岸オルモックへの増援部隊輸送を第1次（当初は鈴二号作戦と呼称）から第9次作戦まで繰り返された。第10次作戦も予定していたが、12月15日の連合軍ミンドロ島上陸にともなうミンドロ島地上戦の生起により、多号作戦は中止された。

## 概要
1944年（昭和19年）10月17日、連合軍はレイテ湾に集結して上陸作戦を開始（ダグラス・マッカーサー将軍によるレイテ島上陸は20日）、フィリピンの戦いにおけるレイテ島地上戦がはじまる。
日本軍は捷一号作戦を発動し、日本海軍は連合艦隊の大部分を投入したが大損害を受けた（レイテ沖海戦）。
一方、台湾沖航空戦で日本海軍が発表した大戦果を信じた日本陸軍は、従来のルソン島地上決戦の方針を転換し、レイテ島地上決戦に切りかえた。
日本陸軍（中央・現地軍）は海上決戦に期待しておらず、独力でレイテ地上決戦を進めることにした。10月27日、昭和天皇は第四航空軍の奮闘を誉めると共に、「地上戦で連合軍を撃滅しなければ勝ったとはいえない」と強調した。 
レイテ島への最初の増援輸送は、第35軍（司令官：鈴木宗作陸軍中将）が10月19日に発動した鈴二号作戦にともない、第16戦隊司令官左近允尚正海軍中将の指揮で行われた。
だが、作戦開始前の10月23日にマニラ沖合で重巡洋艦青葉（第16戦隊旗艦）がアメリカ軍潜水艦の雷撃で大破する。残る2隻（軽巡洋艦鬼怒（第16戦隊旗艦）・駆逐艦浦波）と輸送艦5隻による第二遊撃部隊警戒部隊は、ミンダナオ島カガヤンからレイテ島西岸オルモックへの増援作戦を行う。輸送部隊は10月26日朝に到着、揚陸に成功した。だが帰路でアメリカ軍機動部隊艦載機の攻撃を受け、鬼怒と浦波が沈没した。また鬼怒救援のため派遣された駆逐艦不知火（第18駆逐隊）も、空襲で撃沈された。
10月29日、南西方面艦隊によりレイテ島増援輸送作戦多号作戦が発動される。この計画は第2次と第3次作戦からなり、10月下旬から11月上旬までに実施、レイテ島のアメリカ軍飛行場が本格始動する前に速やかに輸送作戦を行うことを考えていた。なお多号作戦発動前にレイテ増援第1陣として、第16戦隊司令官が鈴号作戦にともなう増援作戦を既に行っており（上述）、鈴号作戦（10月19日発動）を多号作戦の第一次作戦とする場合もある。本作戦では通常の輸送船のほかに、敵制空権下での輸送作戦を前提とした第一号型輸送艦と第百一号型輸送艦（SB艇）が集中投入された
日本海軍は多号作戦の掩護に、第五艦隊司令長官志摩清英中将を指揮官とする第二遊撃部隊を投入した。本作戦のため、第二艦隊や第一機動艦隊から駆逐艦を第二遊撃部隊に編入した。第五艦隊麾下の第一水雷戦隊司令官木村昌福少将（旗艦：霞）指揮下で行われた第2次作戦（第1師団主力、第26師団一部）では、11月1日から2日にかけて、第1師団のレイテ島オルモックへの輸送および揚陸に成功した。被害は輸送船1隻沈没だった。
多号作戦実施中の11月1日、南西方面艦隊司令長官は三川軍一中将から大川内傳七中将に交代する。
11月4日に、改めて第3次作戦から第7次作戦までが発令された。この計画では第3次作戦で主に兵站部隊を、第4次作戦で第26師団を輸送し、第5次作戦以降は第68旅団を輸送する計画だった。
作戦準備中の11月5日、マニラ空襲で重巡洋艦那智（第二遊撃部隊旗艦）が沈没、第二次輸送に参加した駆逐艦2隻（曙・沖波）が損傷する。
準備の関係から第4次作戦（指揮官：木村昌福第一水雷戦隊司令官）が先におこなれ、11月9日夕刻にオルモック湾に到着したが大発動艇が揃わず揚陸作業に難航、人員の輸送のみ実施した。空襲により、優速輸送船2隻と海防艦1隻が沈没した。
第3次作戦は11月11日にオルモック湾でアメリカ軍機動部隊（第38任務部隊）艦載機の猛攻を受け、駆逐艦朝霜を除いて全滅する（島風・若月・浜波・長波・掃海艇・輸送船沈没）。第二水雷戦隊司令官早川幹夫少将も旗艦島風沈没時に戦死した。
レイテ島への補給は断絶し、上陸した部隊も弾薬、糧食の不足に苦しんだ。
そこで第5次以降は軍需品の輸送に切り替えられた。 
作戦準備中の11月13日と14日、アメリカ軍機動部隊（第38任務部隊）によるマニラ空襲でマニラ在泊中の艦船は大打撃を受ける。
多号作戦部隊の軽巡洋艦木曾と駆逐艦4隻（沖波・秋霜・初春・曙）が沈没、大破着底する。この被害により、第二次～四次作戦で護衛部隊の主力を担った第一水雷戦隊と第二水雷戦隊の残余はマニラから撤収した。
日本軍は、残存する松型駆逐艦・睦月型駆逐艦・第一号型輸送艦・第百一号型輸送艦・駆潜艇を主力として多号作戦を続行した。投入可能輸送船はマニラ空襲ですべて沈没し、駆逐艦・輸送艦・機動艇・大発動艇・海上トラックしか手段がなくなっていたのである。この事態に、陸軍潜水艦まるゆもレイテ輸送作戦に投入された。海軍側の甲標的（特殊潜航艇）も、少数艇が偵察や襲撃をつづけた。
第3次輸送船団の全滅前、大本営は第23師団（満州）、第10師団（台湾）、第19師団（朝鮮半島）を、レイテ地上戦に投入することを企図していた。第23師団は11月末頃、第10師団は12月上旬、第19師団は12月下旬以降、現地に進出する計画であった。
第23師団はヒ81船団でフィリピンへ移動中、11月15日から17日にかけてアメリカ軍潜水艦に襲撃され、大損害をうける。レイテ地上決戦継続は不可能となったが、大本営はレイテ決戦と増援作戦（多号作戦）を続行した。
11月23日以降の第5次作戦は、第一梯団（駆潜艇46号・輸送艦3隻）、第二梯団（駆逐艦竹・輸送艦3隻）とも空襲をうけて失敗した。25日にはアメリカ軍機動部隊艦載機の空襲で、軽巡洋艦八十島（輸送戦隊旗艦。輸送艦3隻とともに一式砲戦車を内地からマニラへ輸送任務中）と重巡洋艦熊野が沈没した。
同時期のアメリカ海軍機動部隊も長期間の行動による疲労と、日本軍特別攻撃隊（陸軍機・海軍機）による損害に悩まされており、補給と休養のために後退する。連合軍は航空攻撃と共に魚雷艇や水雷戦隊を投入し、日本軍を迎撃した。
第6次作戦は陸軍輸送船2隻と護衛艦艇3隻をもって実施され、一部揚陸に成功するも船団は帰路で全滅した。
第7次作戦は機動艇5隻・輸送艦3隻・駆逐艦2隻をもって行われた。連合軍水雷戦隊の迎撃により、日本側は駆逐艦桑を失う。だが竹がアメリカ軍駆逐艦クーパーを撃沈し、輸送作戦は成功した。多号作戦の部分的成功により、日本軍はレイテ決戦続行への希望をつないだ。
12月7日にアメリカ軍はレイテ島オルモック南部に部隊を上陸させ、オルモック市内を目指した。そのため第68旅団主力を輸送する第8次作戦（輸送船4・輸送艦1・駆逐艦〈梅・桃・杉〉・駆潜艇〈18号・38号〉）は揚陸地をオルモック北方のサンイシドロに変更する。陸兵の揚陸には成功したが、軍需品の揚陸は失敗した。輸送船も全滅状態になった。
第9次作戦（輸送船3、輸送艦2、駆逐艦2、駆潜艇2）では、オルモック陸上戦の中を強行揚陸という形となった。空襲・魚雷艇襲撃・地上砲火で駆逐艦2隻（夕月・卯月）・輸送船2隻・輸送艦1隻を喪失した。
第10次作戦も「決号作戦」として計画されていたが、12月13日にルソン島へ向かうアメリカ軍の上陸部隊が発見された（実際にはミンドロ島に上陸）。情勢の急転により、第14方面軍は輸送予定部隊をルソン島に配備した。14日には、海軍側も第10次作戦の中止を決定し、ここに多号作戦は終了した。レイテ島に取り残された日本陸軍は持久作戦に転じた。12月31日附で多号作戦部隊は編成を解かれた。
レイテ沖海戦と本作戦による大損害により、日本海軍の水上部隊は機能を失った。またフィリピン方面の日本陸軍も精鋭部隊を消耗し、第23師団（ヒ81船団）の被害も相乗して、ルソン島地上戦に重大な支障を与えた。

## 背景
1944年（昭和19年）10月16日、及川古志郎軍令部総長は昭和天皇に台湾沖航空戦の戦果合計を奏上、航空母艦だけで轟撃沈10隻・火災炎上（撃破）6隻という大戦果であった。フィリピン方面の日本陸軍（第14方面軍、第4航空軍）は海軍の戦果発表を疑問視する向きもあったが、日本陸海軍の大部分や国民はひさしぶりの大戦果に熱狂した。
同日午前中、日本軍索敵機が台湾東方430浬に空母7隻を基幹とする機動部隊を発見、大本営海軍部に動揺が走った。日本海軍が台湾沖航空戦の戦果判断を「空母4隻撃破程度」（実際は空母2隻損傷・巡洋艦3隻損傷程度）と修正するのには相当の時間を要し、この間にアメリカ軍はレイテ島に来襲、レイテ島地上戦がはじまった。
10月17日、アメリカ軍を主力とする連合軍の大艦隊がフィリピン中部のレイテ湾周辺に集結、まもなくレイテ島および周辺への上陸作戦を開始した。
連合艦隊は、横浜市の日吉司令部から対応を指示する。連合艦隊の作戦指導の骨子は以下のようなものだった。また神風特別攻撃隊や水上特攻部隊（まるレ（陸軍）・震洋（海軍））の編成と準備も始まっていた。
一　リンガ泊地の第一遊撃部隊（指揮官：栗田健男第二艦隊司令長官、通称「栗田艦隊」）をレイテ湾の連合軍上陸地点に突入させる。
二　内海西部の第一機動艦隊（司令長官：小沢治三郎中将。第三航空戦隊・第四航空戦隊）を南下させてアメリカ軍機動部隊を北方に誘致、第一遊撃部隊の突入を間接支援する。
三　残敵掃蕩のため南西諸島方面で行動中の第二遊撃部隊（司令長官：志摩清英第五艦隊司令長官、通称「志摩艦隊」）を中心に、海上機動反撃作戦を実施。
四　基地航空部隊をフィリピンに集中し、総攻撃を実施。
五　潜水艦を全力出撃させる。
10月18日、日本軍（大本営陸軍部・海軍部）は捷一号作戦（大陸命第1153号・大陸指第2234号）を発動する。日本軍の地上部隊は、南方軍隷下の第14方面軍（司令官：山下奉文陸軍大将、通称号「尚武」、ルソン島）、第14方面軍隷下の第35軍（司令官：鈴木宗作陸軍中将、通称号「尚」、中比～南比）と第16師団（司令官：牧野四郎陸軍中将、通称号「垣」、レイテ島）を基幹とする。
台湾沖航空戦以前、日本陸軍はフィリピン方面の決戦において、地上決戦はルソン島で、中央・南部方面（レイテ島・ミンダナオ島）では航空攻撃を行う方針であった。だが台湾沖航空戦で日本海軍が主張する大戦果（誤認）にもとづき、大本営陸軍部はレイテ島地上決戦に踏み切る。
戦局を楽観視していた南方軍も、大本営の意向によりレイテ増援の方針に転換する。
ルソン島決戦方針のもとに準備をすすめてきた山下大将（第14方面軍）は不同意であったが、上級司令部からの命令で同意した。
大本営の指導により、寺内寿一元帥（南方軍）は山下大将（第14方面軍）と富永恭次中将（第4航空軍）に対し10月22日に「第十四方面軍ハ海空軍ト協力シ成ルヘク多クノ兵力ヲ以テ『レイテ』島ニ来攻セル敵ヲ撃滅スヘシ」と命令した。
日本陸軍（大本営、南方軍）が描いていたレイテ島地上決戦の骨子は、ルソン島の第26師団（通称号「泉」）、上海からフィリピンへ進出中の第1師団（通称号「玉」）、台湾所在の第68旅団（第10方面軍の海上機動反撃部隊。23日の大陸命第1159号で第14方面軍に編入）をレイテ島に急速増援し、レイテ島の第16師団（第35軍隷下）と共に上陸した敵部隊を一挙に撃滅しようというものだった。南方軍は、たまたま馬公市に到着した第二遊撃部隊（志摩艦隊）に、第68旅団の増援輸送を期待していた（詳細後述）。日本海軍は「レイテ島に連合軍の航空基地が完成すると、制空権の喪失によりルソン島地上決戦は成立しない」と考えており、レイテ島地上決戦に賛成だった。
10月19日、フィリピン中南部の防衛を担当する日本陸軍第35軍（司令官：鈴木宗作陸軍中将。第16師団・第30師団・第100師団・第102師団・独立混成第54旅団）は、南方軍と第14方面軍の下令により鈴二号作戦を発動した。鈴号作戦は、敵主力の上陸地点に応じて兵力を重点地区に海上機動し、当面の敵を撃滅するという作戦である。鈴一号作戦はミンダナオ島ダバオに上陸した場合、鈴二号作戦はレイテ湾方面上陸を想定している。鈴二号作戦は第16戦隊司令官左近允尚正海軍中将指揮下の艦艇で実施された（詳細は下述）。
10月26日午前中、大本営海軍部（軍令部）で及川古志郎軍令部総長米内光政海軍大臣・井上成美海軍次官などが出席し、今後の方針について検討をおこなった。連合艦隊からの報告では、レイテ沖海戦の戦果は「第一遊撃部隊（指揮官：栗田健男中将〈第二艦隊司令長官〉）はレイテ湾突入と敵攻略部隊撃滅を断念、一方で敵機動部隊に痛打を与えたが、連合艦隊の被害も少なくない」というものだった。
大本営発表（10月27日版）の戦果発表は「連合軍艦艇 撃沈：空母8隻、巡洋艦3隻、駆逐艦2隻、輸送船4以上」・「撃破：空母7隻、戦艦1隻、巡洋艦2隻」・撃墜約500機・「日本軍損害　沈没：空母1隻、巡洋艦2隻、駆逐艦2隻」・「損傷：空母1隻中破、未帰還126機」で、31日に追加で「撃沈：巡洋艦1、駆逐艦2」・「撃破：空母2、巡洋艦または駆逐艦3」である。 
同日、大本営陸軍部・海軍部の作戦会議がひらかれた。先に行われた台湾沖航空戦の戦果報告もふまえ、アメリカ軍の空母40隻を撃沈破と認識、残存兵力は正規空母3、巡洋艦改造空母3、特設航空母艦10、戦艦10程度という判断を下す。今後の作戦では「特攻兵器による必死必殺の戦法」を主力とすることになった。また連合軍艦隊への攻撃を続行すると共に、日本陸軍地上兵団のレイテ増援輸送を支援することを決めた。連合軍の航空兵力が大幅に弱体化（誤認戦果判断）した現戦局しか、勝機はないと判断したのである。ただし、大本営陸軍部・海軍部ともレイテ地上戦は容易に勝利できると判断しており、すでにモロタイ島奪還を視野にいれていた（モロタイ島の戦い）。
梅津参謀総長の上奏に対し、昭和天皇は「地上戦で敵を撃滅しなければ勝ったことにならない。今一息であるから第一線（部隊）を激励せよ」と指導した。
10月27日午前11時、第14方面軍は第一師団・第二十六師団・第六十八旅団のレイテ島投入と同島決戦（レイテ地上戦は第35軍が指揮）を発令した（尚武作命甲第125号および126号）。
同日夕刻、連合艦隊（司令長官：豊田副武大将、参謀長：草鹿龍之介中将、参謀副長：高田利種少将、首席参謀：神重徳大佐）は聯合艦隊機密第271715番電・聯合艦隊電令作第392号でレイテ島決戦に関する連合艦隊の基本命令を出す。
一　敵ハ我累次猛攻ニ屈セズ「レイテ」島「サマール」島方面ニ橋頭堡ヲ拡大中ナリ
二　聯合艦隊ハ陸軍ト協同　第一、第二十六師団及第六十八旅団ヲ基幹トスル兵力ヲ速ニ「レイテ」島方面ニ輸送　一挙ニ敵ヲ撃滅セントス
三　南西方面部隊ハ所在基地航空兵力ト協同シ　陸軍上陸部隊ノ直接護衛敵空母及輸送船ノ撃滅ニ任ジ　且戦略要点ノ防備ヲ強化之ヲ確保スベシ
四　第一遊撃部隊ハ菲島又ハ北部「ボルネオ」方面ヲ根拠トシ　陸軍上陸部隊ノ間接護衛ニ任ジ　南西方面部隊ノ作戦ヲ強力ニ支援スベシ
五　先遣部隊ハ全力ヲ菲島方面ニ集中　敵輸送路ノ遮断及敵機動部隊ノ捕捉撃滅ニ任ズベシ
六　機動部隊本隊ノ一部ハ補給終了後内海西部ニ回航　第四航空戦隊（隼鷹・龍鳳・第六三四航空隊欠）、第三十一戦隊ヲシテ　主トシテ特別攻撃隊主力ヲ速ニ菲島方面ニ急送セシムベシ
右兵力菲島到着ノ時機ヲ以テ　第四航空戦隊（隼鷹、龍鳳、第六三四航空隊欠）ヲ第一遊撃部隊ニ　第三十一戦隊ヲ南西方面部隊ニ夫々編入ノ予定
以上の基本命令により、南西方面艦隊司令長官三川軍一中将は南方軍と協同。航空作戦を第一連合基地航空部隊（指揮官：福留繁中将、次席指揮官兼参謀長：大西瀧治郎中将）、レイテ増援陸軍部隊の護衛を第二遊撃部隊（指揮官：志摩清英第五艦隊司令長官、旗艦：那智）、一連の作戦支援を潜水艦部隊（指揮官：三輪茂義中将）と第一遊撃部隊（指揮官：栗田健男第二艦隊司令長官、旗艦：大和）が担当する。
また連合艦隊はレイテ増援船団の支援として、第一遊撃部隊所属の第31駆逐隊（岸波・沖波・長波・朝霜）を27日附で、また第一遊撃部隊の第二水雷戦隊（司令官：早川幹夫少将）を28日附で、それぞれ第二遊撃部隊に編入した（GF電令作第387号）。この措置により、第二水雷戦隊は旗艦島風、第2駆逐隊（秋霜・清霜）、第31駆逐隊（岸波・沖波・長波・朝霜）、第32駆逐隊（浜波）以下すべての艦艇が第二遊撃部隊に所属することになった。
第三艦隊（機動部隊）からは、秋月型駆逐艦で編制された第41駆逐隊（霜月・冬月）と第61駆逐隊（若月・涼月）が編入されたが、稼働艦は2隻（霜月・若月）だけだった。
10月29日、海軍側の最高責任者たる三川軍一南西方面艦隊司令長官は「レイテ増援輸送実施計画」（NSB電令作第30号）を発令、一連の増援輸送作戦を多号作戦と呼称し、「海陸空軍ノ緊密ナル協力ノ下ニ敵ガ『レイテ』島方面航空基地ヲ全幅活用シ得ザル以前ニ終了スル如ク万難ヲ排シ迅速ニ輸送ヲ強行ス」と述べた。だがレイテ島の戦局は、日本軍の予想以上に悪化しつつあった。

## 作戦経過
太字の艦船名は作戦中の喪失を表す。

### 多号作戦以前

#### 第1次輸送
- 第二遊撃部隊警戒部隊（指揮官：左近允尚正第16戦隊司令官）
  - 第16戦隊：青葉・鬼怒・浦波
  - 第1輸送隊：一等輸送艦第6号・9号・10号
  - 第2輸送隊：二等輸送艦第101号・102号

重巡洋艦青葉、軽巡洋艦鬼怒、軽巡洋艦北上（内地で修理中、レイテ沖海戦・多号作戦には関係せず）、駆逐艦浦波で編成された第16戦隊（司令官：左近允尚正中将）は、複雑な経緯でレイテ沖海戦および鈴号作戦（多号作戦第一次輸送）にのぞんだ。
まず第16戦隊は戦時編制において南西方面艦隊（司令長官：三川軍一中将、所在：マニラ）に所属するが、捷号作戦時の兵力部署は第一遊撃部隊（指揮官：栗田健男中将、旗艦：愛宕）の第四部隊で、リンガ泊地で栗田艦隊各艦とともに訓練に従事していた。
10月18日朝、連合艦隊司令部は第16戦隊を第二遊撃部隊（指揮官：志摩清英中将、通称志摩艦隊、旗艦：那智）に編入し、同時に第二遊撃部隊を三川中将（南西方面艦隊）の指揮下に入れた。連合艦隊は第二遊撃部隊（志摩艦隊）を海上機動反撃作戦に投入する意図をもち、第二遊撃部隊はマニラへの進出を命じられた。
当時、第16戦隊は第一遊撃部隊と共にリンガ泊地を出動、ブルネイに向けて移動中であった。ところが三川中将は南方軍総司令部の海上機動計画が確定していないのを見て、第二遊撃部隊は馬公方面で、第16戦隊はブルネイ湾で待機するよう命じた。
10月19日正午、連合艦隊司令部は「三川中将指揮の海上機動反撃作戦の準備がおくれる場合は、第二遊撃部隊を小沢機動部隊の指揮下に復帰させる」予定を通知した。同日、南方軍総司令部のレイテ島陸兵増援計画が具体化する。ビサヤ地区（中部フィリピン諸島）から二個大隊2000名をレイテ島に輸送するという案だった。レイテ島東側（連合軍上陸作戦中）に逆上陸するか、レイテ島西岸に揚陸するか、判断をせまられた三川中将は後者に決定し「陸兵輸送は第16戦隊と輸送艦2隻程度で可能」と報じた。
三川中将の報告に対し、連合艦隊司令部は第二遊撃部隊を三川中将（南西方面艦隊）の指揮下で作戦に従事させる旨を伝えた。
10月20日朝、第二遊撃部隊は澎湖列島馬公市に到着する。同日正午、第16戦隊は第一遊撃部隊と共にブルネイに入港した。
同日夕刻、志摩中将は「第16戦隊を海上機動反撃作戦に従事させ、本隊（第21戦隊、第一水雷戦隊）は栗田艦隊と共にレイテ湾に突入したい」と意見具申する。ちょうどこの時、南方軍総司令部は台湾所在の第68旅団をフィリピンに輸送するよう命じられており、大本営陸軍部を通じて第二遊撃部隊に第68旅団の海上輸送を要請した。南方軍の要請を知った西尾秀彦南西方面艦隊参謀長は大本営海軍部に対し「第二遊撃部隊（第21戦隊と第一水雷戦隊）は掩護決戦兵力として使用するのが妥当」、南方軍の要請は「却ッテ戦機ヲ失スル虞（おそれ）大ニシテ適当ナラズト思考ス」と意見具申した。
大本営海軍部と陸軍部が協議した結果、第二遊撃部隊の第68旅団輸送は中止となった。
10月21日、草鹿龍之介連合艦隊参謀長は第二遊撃部隊のレイテ湾突入を認めた。同日1600、第二遊撃部隊（第21戦隊：那智〈志摩長官旗艦〉・足柄・第一水雷戦隊〈司令官：木村昌福少将、旗艦〈軽巡洋艦阿武隈〉・第7駆逐隊〈曙・潮〉・第18駆逐隊〈不知火・霞〉〉）は馬公を出撃、ルソン島西岸を南下した。
この間、第二航空艦隊の基地物件を台湾からフィリピンに輸送するため、第一水雷戦隊の第21駆逐隊（若葉・初霜）を分派。このあと、第21駆逐隊はスル海で空襲を受け若葉を喪失した（10月24日）。
三川中将が第二遊撃部隊のスリガオ海峡経由レイテ湾突入を正式に命じたのは23日午前10時の南西方面艦隊電令作第687号「第二遊撃部隊本隊ハ指揮官所定ニ依リ行動　X日黎明「スリガオ」海峡突破「レイテ」湾ニ突入　第一遊撃部隊ノ作戦ニ策応　同方面所在敵攻略部隊ヲ撃滅スルト共ニ間接ニ警戒部隊ヲ援助スベシ」「警戒部隊（第十六戦隊）ハ電令作第六八四号ニ依リ行動陸軍部隊ノ輸送揚陸ニ任ズベシ」だったが、志摩中将はレイテ湾突入を確信してすでに行動中であった。以後の第二遊撃部隊（第21戦隊、第一水雷戦隊）のスリガオ海峡における戦闘は省略する。
最終的にレイテ島への増援第1陣は、鈴二号作戦にともなう日本陸軍第35軍の兵力（第30師団、通称号「豹」の一部）、すなわちミンダナオ島カガヤンからの2個大隊・2,000名強と決まった。またビサヤ地区の第102師団（通称号「抜」）を、陸軍舟艇部隊と応援の海軍舟艇隊（セブ島に配備の小型機帆船3隻、第33特別根拠地隊の大発動艇4隻）で海上輸送することになった。
22日午後、南西方面艦隊司令長官・三川軍一中将は第16戦隊司令官左近允尚正中将に、16戦隊3隻（青葉・鬼怒・浦波）と輸送艦5隻（第6号、第9号、第10号、第101号、第102号）による陸兵輸送任務を命じた。NSB（南西方面部隊）電令作第684号は以下のとおり。
一、 101号、6号輸送艦は22日便宜マニラ発、24日夕刻までにカガヤンへ回航すべし。先任艦長指揮の下に回航するものとす。
二、 9、10号輸送艦はセブにおける作業終了後先任艦長指揮、24日夕刻までにカガヤンに回航すべし。
三、 16戦隊は24日夕刻までにカガヤンへ回航すべし（状況によりマニラ寄港差支えなし。）
四、 前項各輸送艦カガヤン着後、NSB警戒部隊指揮官（十六戦隊司令官）の指揮下に入るべし。
五、 警戒部隊指揮官はNSB第211910番電による陸海軍協定に基づき歩兵二大隊基幹兵力をカガヤンより輸送、これをレイテ島に揚陸せしむべし。
六、 右作戦終了せば各艦は警戒部隊指揮官所定によりマニラに回航、第二次陸兵輸送に備うべし。但し16戦隊は決戦の状況により一YB（第一遊撃部隊）の作戦に策応せしむることあるべし。
左近允中将直率の各艦は「第二遊撃部隊警戒部隊」と呼ばれていたが、兵力は分散していた。
22日時点で左近允指揮官直率の第16戦隊（青葉・鬼怒・浦波）は前日にブルネイを出発し、23日マニラ着の予定で南シナ海を北上中だった。第6号・第101号・第102号輸送艦は、マニラ湾方面にあった。第9号・第10号輸送艦は甲標的をセブ島の第33特別根拠地隊に輸送する任務についていた。
10月23日4時45分のマニラ入港直前、青葉はアメリカ潜水艦ブリームの魚雷攻撃を受けて大破、航行不能になる。第16戦隊司令官は洋上で旗艦を青葉から鬼怒に変更した。鬼怒は青葉をマニラまで曳航、青葉はそのまま同地にとどまった。
10月24日午前7時、第16戦隊（鬼怒・浦波）はマニラを出撃したが、昼頃まで断続的に空襲を受け若干の被害をこうむった。同日夜、日本陸軍第35軍の陸兵約500名が機帆船3隻でセブ島からレイテ島へむかったが、1隻が沈没した。
10月25日8時30分から正午頃まで、第16戦隊（鬼怒・浦波）はミンダナオ島とネグロス島の間でB-24爆撃機の空襲を受けた。鬼怒は至近弾で通信機が故障したが、航海には問題なかった。1600、2隻（鬼怒・浦波）はミンダナオ島カガヤンに到着した。
これより前、第1輸送隊（輸送艦第6号・9号・10号）と第2輸送隊（輸送艦第101号・102号）にもカガヤンからオルモックへの兵員輸送が命ぜられており（第1輸送隊は各艦350名、第2輸送隊は各艦400名）、こちらは既に陸兵を乗せ25日朝にカガヤンを出港、オルモックに向かっていた。
第16戦隊（鬼怒・浦波）も直ちにカガヤンで陸兵約700名（2隻合計）と物資を搭載し、17時30分にオルモックへ向けて出港した。
翌10月26日黎明、それぞれオルモックに到着し兵員を揚陸する。第16戦隊（鬼怒・浦波）は5時0分にオルモックを出発し、マニラ（鬼怒航海長の回想ではコロン）に向かった。続いて出発した第1輸送隊もマニラに向かい、残る第2輸送隊は次の輸送任務のためビサヤ地区に向かった。
マニラに向け帰投中の第16戦隊パナイ島北東端附近を航行中の同日10時15分頃から、アメリカ軍空母艦載機の攻撃を受ける。これはトーマス・スプレイグ少将の第77.4任務部隊（サマール沖海戦で栗田艦隊に攻撃された護衛空母部隊）で、海戦や神風特攻隊の攻撃で沈没艦や損傷艦を出したものの健在空母約10隻を擁しており、まだ充分な戦力を保持していた。
浦波は12時24分に沈没。鬼怒も被雷と被弾により昼頃には航行不能となり、17時30分に沈没した。左近允中将は輸送艦10号に救助されたあと、27日にマニラで青葉に将旗を掲げた。
この頃、第二遊撃部隊は主隊（那智〈艦首大破〉・足柄・不知火・霞・潮〈損傷〉）がコロン湾に、駆逐艦3隻（初春・初霜〈直撃弾1〉・曙）がマニラにあった。浦波沈没・鬼怒航行不能との速報により、不知火（第18駆逐隊司令駆逐艦、司令：井上良雄大佐）が救援のため出動する。だが鬼怒は既に沈没しており（上述）、不知火は帰投中の27日にセミララ島で空襲を受け、駆逐艦早霜座礁地点のすぐそばで撃沈された。不知火と同様に、早霜座礁地点の側で駆逐艦藤波も撃沈された。
なお鬼怒航海長によれば、不知火は26日午後6時30分頃、鬼怒生存者の目の前で空襲を受け轟沈したと回想している。救助された鬼怒航海長は、松型駆逐艦竹の臨時艦長に任命された。

#### 第2次輸送
- 第2輸送隊：輸送艦第101号、同102号

ビサヤ地区に向かっていた第2輸送隊の輸送艦第101号にはボホール島タガビラランから、また102号にはネグロス島バコロドからオルモックへの兵員輸送がそれぞれ新たに命ぜられた。これは鈴二号作戦にともなう、第35軍の第102師団輸送任務である。第102号輸送艦はバコロドへ向かう途中で、敵機の攻撃により沈没した。101号は陸兵を乗せ10月26日深夜にタガビラランを出発した。途中の空襲で艦長、航海長が重傷を負ったがそのままオルモックに向かう。28日早朝に揚陸は成功したが揚陸中に敵機約80機の空襲を受け沈没した。

### 第2次作戦

#### 多号作戦正式発動
第二遊撃部隊は10月27日に不知火を喪失する一方、輸送作戦にそなえて兵力の増強を受けた。第一遊撃部隊より第二水雷戦隊（島風型駆逐艦島風、第2駆逐隊〈秋霜・清霜〉・第32駆逐隊〈浜波〉・第31駆逐隊〈岸波・長波・沖波・朝霜〉）、第三艦隊（第一機動艦隊）より第十戦隊の第41駆逐隊（霜月・冬月）と第61駆逐隊（若月・涼月）が加わった。だが10月中にマニラに到着したのは沖波のみ（同艦は重巡洋艦熊野を護衛してマニラに先行していた）。編入された秋月型駆逐艦も涼月と冬月は修理中のため、稼働艦は2隻（霜月・若月）だけだった。南西方面艦隊はレイテ島増援作戦を多号作戦と命名し、この第二次輸送から本格的な作戦がはじまった。

#### 第3船団
- 輸送艦第131号

1個独立速射砲大隊（約340名）と武器弾薬、糧食などを積み10月28日マニラを出港。途中3か所で仮泊し10月30日にオルモック到着、揚陸は成功した。帰途にB-24の爆撃を受けて航行不能となり、第二次輸送部隊から救援にかけつけた第9号輸送艦と駆逐艦2隻（初春・初霜）に救援される。曳航されてマニラに帰港した。

#### 第4船団
- 輸送艦第10号・同6号・同9号

第一梯団は第一号型輸送艦3隻（6号、9号、10号）が第二十六師団の先遣部隊今堀支隊（隊長今堀銕作陸軍大佐、約1,400名）を輸送する。
10月31日、マニラを出港した（第二次輸送部隊と同日）。味方直掩機の支援を受けつつ進撃する。11月1日14時15分にオルモックに到着した。1415には揚陸を終了しマニラへ向け出発する。輸送艦第10号、6号は2日午後に帰着した。
輸送任務終了後、9号輸送艦はセブ島に立ち寄り第35軍司令部（鈴木陸軍中将）と陸兵100名を載せ、第2次輸送部隊（指揮官木村昌福少将）揚陸中にオルモックに到着した。マニラまでは後述の第2次輸送部隊に組み込まれ帰着した。第35軍司令部のレイテ進出により、第33特別根拠地隊司令官の原田覚海軍少将（原田は、太平洋戦争開戦時の甲標的母艦千代田の艦長）がセブ島陸海軍の指揮をとることになった。

#### 玉船団（第2次輸送部隊）
- 第1船団：能登丸（7,191トン）・香椎丸（8,407トン）・金華丸（9,305トン）・高津丸（陸軍特殊船、5,350トン）[35]
- 護衛部隊：沖縄・占守・海防艦11号・同13号
- 警戒部隊：霞・沖波・曙・潮・初春・初霜

日本陸軍のレイテ輸送作戦はなかなか決まらず、第一師団・第二十六師団のレイテ派遣と第三十五軍司令官指揮下編入、第一師団のレイテ突入先頭決定とマニラ到着は、いずれも10月27日であった。
第1師団（通称号「玉」）は輸送船4隻（能登丸・香椎丸・金華丸・高津丸）に分乗し、特設護衛船団司令官・松山光治少将指揮下の海防艦4隻（占守・沖縄・11号・13号）に護衛されて到着した。
第2次多号作戦は、この輸送船4隻（第1師団、通称号「玉」より玉船団と呼称）をマニラからオルモックに輸送する作戦である。日本陸軍航空隊（第四航空軍、司令官：富永恭次陸軍中将）は船団直掩を担当、海軍航空隊は泊地掩護・魚雷艇掃蕩・間接護衛を担当する。この第二次輸送作戦に、日本軍（大本営陸軍部および海軍部、現地軍）は絶大の期待を寄せていた。
10月29日にマニラを出発予定だったが、アメリカ軍機動部隊艦載機の攻撃を受けて第二遊撃部隊の旗艦那智が損傷した。
10月30日の出発予定も、諸事情により延期された。第1師団は海難事故にそなえて軍旗3旗を上海にのこしており、第四航空軍の第七輸送飛行隊で軍旗をマニラへ空輸した（11月2日着）。連合軍はB-24重爆で日本軍拠点を空襲しつつ、レイテ島の飛行場整備を進めていた。
10月31日、及川古志郎軍令部総長は昭和天皇に第一師団輸送計画について奏上する。連合軍の戦闘機・魚雷艇・水上艦艇出現の徴候に対し、第二遊撃部隊だけでなく甲標的や水上機部隊も投入して作戦を支援すると述べ、「各種ノ手段ヲ尽シテ本作戦ノ成功ヲ期シテ居リマス」と結んでいる。
同日8時0分、玉船団（第二次輸送部隊）はマニラを出港。
陸軍徴用の優速船4隻（能登丸・香椎丸・金華丸・高津丸）を、第一水雷戦隊司令官木村昌福少将指揮下の警戒部隊6隻（旗艦霞・第7駆逐隊〈曙・潮〉・第21駆逐隊〈初春・初霜〉・第31駆逐隊〈沖波〉）、第七護衛船団司令官松山光治少将指揮下の護衛部隊4隻（沖縄・占守・第11号・第13号海防艦）が護衛する。また第4船団の輸送艦3隻も同時にマニラを出撃した。
玉船団は日本陸軍機（一式戦闘機・三式戦闘機・四式戦闘機）に掩護されて進撃。11月1日、空襲にあったが被害無く、18時30分オルモックに到着、19時0分より揚陸を開始した。富永は、第4航空軍司令拝命時に陸軍中央から期待されていたとおり、地上軍との連携を重視しており、輸送船団の護衛任務にできうる限りの戦闘機を投入していた。富永は船団護衛と同時に、アメリカ軍機による空襲をけん制するため、一式戦闘機と九九式双発軽爆撃機に「タ弾」を装備させて、レイテ島内のアメリカ軍飛行場を爆撃させ、地上で相当数の航空機を撃破した。船団護衛は戦闘機隊が定期的に交代しつつ、常に十数機が船団上空に張り付いているといった手厚いもので、途中で｢B-24｣や｢P-38｣の来襲があったが、護衛戦闘機がその都度数機を撃墜して撃退している。
同日の日没は18時13分、月齢は14.9。潮汐の干満差が大きく、揚陸には約24時間かかる見通しだった。
翌11月2日は快晴で、朝から連合軍機の連続空襲を受ける。味方戦闘機（零式艦上戦闘機・四式戦闘機）の護衛もあり被害は無かった。正午頃より来襲機数が増え、直衛戦闘機隊はP-38に妨害されてB-24の爆撃を阻止できなくなった。13時5分、B-24型重爆24機などの攻撃を受けた。駆逐艦が展開した煙幕からはずれた能登丸は、爆撃を受け沈没した。ただし能登丸は馬32頭と若干の弾薬をのぞく90%の揚陸を終わっており、他の船も最終的に金華丸97.5%、香椎丸・高津丸は100%の揚荷率をあげ、輸送作戦はほぼ成功した。
帰路、3隻（第9号輸送艦・初春・初霜）は第131号輸送艦救援のため分離した。11月4日、部隊はマニラに帰投した。日本陸軍機の総出動機数142、未帰還2、大破1、撃墜8、撃破2、飛行場炎上5ヶ所（レイテ島タクロバン飛行場襲撃を含む）と記録されている。
第一師団は11月4日にリモン峠においてオルモックへ南下するアメリカ陸軍の第24師団と遭遇し、12月末まで激戦を繰り広げた。

### 南西方面艦隊長官の交代と輸送計画
玉船団（第二次輸送船団）が作戦中の10月30日、及川軍令部総長は豊田連合艦隊長官に対し「一　聯合艦隊司令長官ハ第一輸送戦隊ヲシテ第六十八旅団ノ比島方面作戦輸送ヲ実施スベシ」「二　基隆ニ於テ陸軍SS艇五隻ヲ第一輸送戦隊司令官ノ指揮下ニ入ル」という指示を与えた（大海指第483号）。
11月1日、南西方面艦隊司令長官は三川軍一中将から大川内傳七中将に交代、大川内中将は第十三航空艦隊司令長官と第三南遣艦隊司令長官を兼務した。
同日、軍令部次長伊藤整一中将、軍令部第一課長山本親雄少将、航空担当源田実大佐はクラーク基地に到着し、現地部隊と打ち合わせをおこなった。
11月4日、南西方面艦隊は第三次から第七次までの輸送作戦実施計画を発令した（NSB電令作第31号）（部隊・指揮官・兵力の順に表記）。第三次輸送部隊と第四次輸送部隊は11月6日のマニラ出撃を予定していた。
第三次輸送部隊
第二警戒部隊　第二水雷戦隊司令官早川幹夫少将　駆逐艦4隻
第二護衛部隊　先任指揮官　掃海艇1隻、駆潜艇1隻ほか
第二船団　先任指揮官　低速輸送船4隻・泉兵団（第26師団の一部、兵站部隊）
第四次輸送部隊
第一警戒部隊　第一水雷戦隊司令官木村昌福少将　駆逐艦6隻
第一護衛部隊　第七護衛船団司令官　海防艦4隻
第六船団　先任指揮官　高速輸送船3隻（玉船団を輸送した3隻）・泉兵団
第五次輸送部隊
第三護衛部隊　第二十一駆逐隊司令　駆逐艦2隻
第七船団　先任輸送艦長　第一輸送戦隊所属輸送艦6隻（11月5日マニラ着予定）、第68旅団
第六次輸送部隊
第四護衛部隊　第一輸送戦隊司令官　駆逐艦3隻
第八船団　第一輸送戦隊司令官所定　陸軍SS艇・輸送艦2隻（11月7日マニラ着予定）、第68旅団
第七次輸送部隊
第九船団　陸軍側所定　陸軍SS艇・輸送艦2隻、第68旅団

### 11月5日のマニラ空襲
11月5日午前1時半、損傷中の重巡洋艦2隻（青葉・熊野）はマタ31船団を護衛してマニラを出港した（6日に熊野は潜水艦の攻撃により被雷・脱落しルソン島サンバレス州サンタクルーズへ寄港）。日の出後、アメリカ軍第38任務部隊（機動部隊）艦載機のべ600機がルソン島に襲来、マニラとクラーク地区を空襲する。
マニラ湾では、第五艦隊旗艦（第二遊撃部隊旗艦）那智が沈没する。多号作戦従事中の駆逐艦曙・沖波が損傷した。
志摩清英中将など第五艦隊司令部は、前日よりマニラ陸上の南西方面艦隊司令部を訪問しており（偶然、伊藤整一軍令部次長と遭遇）、無事だった。クラーク地区では海軍戦闘機が邀撃するが、味方機の損害は未帰還機32を含め80機に達した。陸軍航空隊は未帰還3・炎上13・大中破13で、地上待機中の輸送機や爆撃機の損害も多かった。
11月6日、アメリカ軍機動部隊艦載機は再びルソン島を襲撃したが、マニラ方面の艦船の被害はほとんどなかった。一連の空戦・空襲により航空隊の損害は空中戦・地上待機中被害とも甚大で、フィリピン各地の日本陸軍航空隊にも限界がみえはじめた。
第三次輸送部隊・第四時輸送部隊は同日マニラを出撃予定だったが、出撃できなかった。一連の空襲により、輸送計画に遅延が生じた。
日本側の索敵機は三群にわかれたアメリカ軍機動部隊を発見、南西方面部隊（指揮官：大川内傳七南西方面艦隊司令長官）は「敵機動部隊は空母約15隻」と報じ（NSB戦闘概報、機密第06314番電）、続いて機密第06743番電で以下の状況判断を報告した。
（一）「レイテ」島正面陸戦ノ戦況決シテ楽観ヲ許サズ
（二）航空作戦有利ニ展開セザレバ　爾後ノ我ガ兵力注入作戦ハ成立シ難シ
（三）「レイテ」方面ニ対スル我ガ地上軍ノ圧力緩和セバ　敵ハ陸軍兵力ノ余裕ヲ以テ比較的早期ニ「ルソン」作戦実施ノ算アリ
（四＿航空兵力ノ急速増強ニ依リ制空制海権ノ優勢取得ニ努ムルト共ニ　有力ナル地上兵力ヲ「レイテ」島ニ補給シ　天佑ヲ確信　全力ヲ集中シテ差当リ重点ヲ「レイテ」島決戦ニ指向　本作戦ノ完遂ヲ期スルヲ要ス
軍令部出張班（伊藤中将、山本少将、源田大佐）は11月7日にマニラを出発する。天候不良のため台湾と九州を経由し、9日に帰京、翌10日に軍令部作戦室で現地の状況を説明した。
一方、現地では第14方面軍（司令官：山下奉文陸軍大将）が南方軍に「第二十六師団のレイテ派遣中止」を進言していた。南方軍は進言を却下したが、7日の輸送部隊マニラ出撃は延期された。
同7日、連合艦隊司令部（司令長官：豊田副武大将、参謀長：草鹿龍之介中将、参謀副長：高田利種少将、首席参謀：神重徳大佐）は「11日を期し、航空総攻撃のもと、第一遊撃部隊のレイテ突入とともに第三次、第四次増援を強行するの案」を通知した。現地陸海軍部隊は、第四次輸送部隊を8日に、第三次輸送部隊は第四次輸送部隊のマニラ帰着後に出発させることに決する（NSB機密第08310番電）。計画では軍需品の輸送を担当するはずだった第四次輸送部隊は、第26師団主力の輸送をになうことになった。
同日、及川軍令部総長は昭和天皇への戦況奏上の中で「第一水雷戦隊司令官ノ指揮スル駆逐艦六隻、海防艦四隻及輸送船三隻ヨリ成リマスル多号作戦第四次輸送部隊ハ　第二六師団主力ヲ乗艦セシメ本日『マニラ』出港　明日午後『オルモック』ニ突入致ス予定デ御座イマス」と説明した。

### 第4次作戦

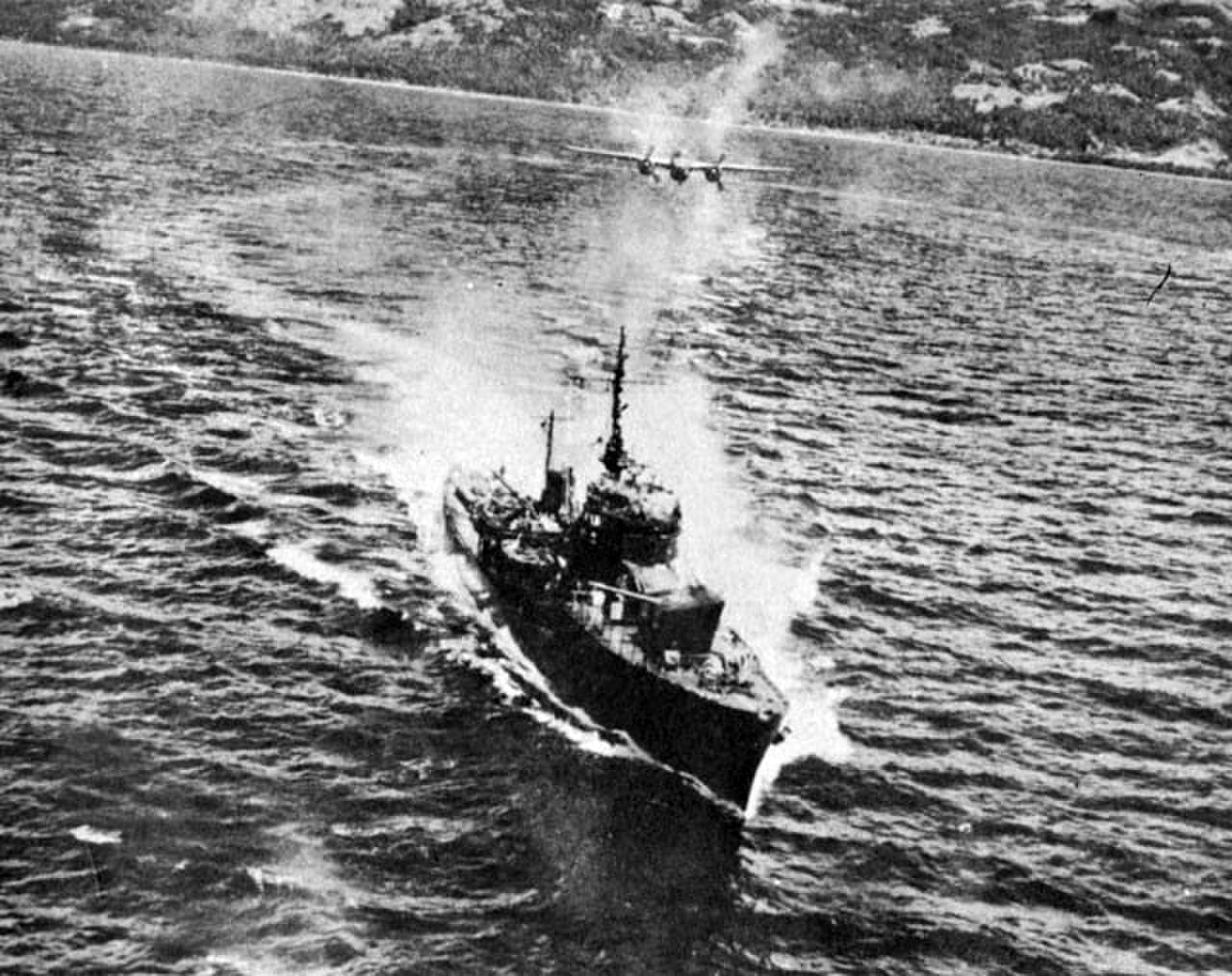
B-25の空襲を受ける海防艦第11号

第3次作戦より先に実行された。そのため本項目も先に記す。
- 第6船団：香椎丸・金華丸・高津丸
- 第1護衛部隊：沖縄・占守・海防艦第11号・13号
- 第1警戒部隊：霞・秋霜・潮・朝霜・長波・若月

第26師団主力を輸送船3隻（香椎丸・金華丸・高津丸）で輸送、この3隻と海防艦4隻は第二次輸送部隊に参加した艦艇である。
第一水雷戦隊司令官木村昌福少将（旗艦：霞）の指揮下、駆逐艦6隻（朝潮型〈霞〉・吹雪型〈潮〉・夕雲型〈秋霜・朝霜・長波〉・秋月型〈若月〉）と海防艦4隻（沖縄・占守・第11号・13号）に護衛された第四次輸送部隊は、11月8日午前マニラを出港する。第一師団の残余を乗せた第四船団は夕刻マニラを出撃した。パラオ方面に発生した熱帯低気圧がフィリピンに接近しており、天候は悪化しつつあった。
同日、豊田連合艦隊司令長官は第一遊撃部隊指揮官・栗田健男第二艦隊司令長官（旗艦：大和）に「第一遊撃部隊ノ大部ヲ率ヰ第三次輸送船団ノ泊地入泊ニ策応『スルー』海又ハ『ミンダナオ』海方面ニ進出　輸送船団ノ間接護衛ニ任ズ」（GF電令作第08号、8日11時21分発電）と下令した。栗田艦隊は2日前に入港した空母隼鷹から弾薬の補給を受けていた。第一遊撃部隊は8日未明にブルネイを出撃し、翌日にはスルー海に進出した。レイテ沖海戦での損害が大きかった重巡洋艦利根は隼鷹隊（隼鷹・木曾・夕月・卯月）に同行し、マニラに向かった。
この日に第4航空軍が護衛機として準備できたのは、飛行第200戦隊（通称｢皇戦隊」）の四式戦闘機「疾風」わずか8機であり、しかも途中からは、僚機の7機とはぐれてしまった吉良勝秋曹長機1機となってしまった。吉良機は途中で酸素ボンベが破裂してしまったため高度を下げるため降下していると、そこで船団を攻撃に来た｢P-38｣10数機と鉢合わせになり、吉良機は単機で10数機の｢P-38｣から船団を護ることとなった。しかし、経験豊富な吉良は、｢P-38｣が高空では優速で手強いが、低空では旋回性能が劣るために戦いやすいことを熟知しており、低空の空戦に持ち込んで2機を返り討ちにして、見事に船団を護りきり、第26師団の兵員は無事にレイテ島に上陸できた。司令官の富永恭次中将は輸送船団に乗船していた部隊からこの報告を聞くと、とても喜んで、すぐに吉良を司令部に呼んで自ら面談し｢船団前で、敵10数機と単機よく戦い、2機を撃墜、友軍の士気を高めること大であった。吉良、よくやった。只今より准尉に進級させる｣と熱く語りかけ、すぐさま青鉛筆で｢赫々たる武勲を賞し、特に准尉に進級せしむ｣という階級の特進状を書いて吉良を感激させている
11月9日、第四次輸送部隊はオルモック湾口で空襲をうけた。被害は輸送船2隻小破で、18時15分にオルモック着、揚陸を開始した。30分後には第四船団の輸送艦3隻もオルモックに到着した。ところが、オルモックはすでにアメリカ軍重砲隊の射程にはいっており、船団は沖合に停泊せざるを得なかった（揚陸地点をイビルに変更）。さらに事前に用意していた50隻以上の大発は台風の高波で多くが砂に埋もれ、揚陸には5隻しか使用できなかった。高津丸搭載の大発も空襲による損傷で使えなくなっており、揚陸作業は難航する。そこで、吃水の浅い海防艦を大発動艇のかわりに使用した。また揚陸作戦にはセブ島の大発動艇部隊が協力していたが、第四次輸送部隊揚陸日には抜兵団（第102師団）海上機動任務のためセブ島に帰って分散しており、一部しか協力できなかった。
翌11月10日午前10時30分頃、第四次輸送部隊は揚陸作業を打ち切り、マニラに向け出港した。人員は全て揚陸したが、兵器弾薬などの揚陸は若干にとどまった。第26師団は装備の欠乏と糧食の不足に悩まされ、最終的にレイテ島上陸部隊は壊滅したとみられる。
第四次輸送部隊は出港直後、オルモック湾でB-25爆撃機35機の空襲を受け、高津丸と香椎丸が沈没、海防艦11号が航行不能のため味方により処分される。また金華丸と駆逐艦秋霜が損傷した。
帰路で第三次輸送部隊（早川少将）とすれ違うときに、四次部隊の駆逐艦3隻（若月・長波・朝霜）と三次部隊の駆逐艦2隻（初春・竹）を入れ替えた。第四次輸送部隊は11日夜にマニラへ戻った。
陸軍航空隊はのべ42機が出動し、13機を喪失。第二飛行師団の出動可能機は戦闘機19（四式戦闘機12・三式戦闘機4・複戦1・一式戦闘機2）・襲撃機5・双軽3・司偵6に減少。夕刻、飛行第54戦隊の増援11機が到着した。

#### 第4船団
- 輸送艦第10号、同6号、同9号

第1師団の残員約1,000名（第49連隊・第57連隊）を載せて11月8日夕刻にマニラを出港。9日18時30分にオルモックへ到着した（第四次輸送部隊のオルモック着から約30分後）。

### 第3次作戦

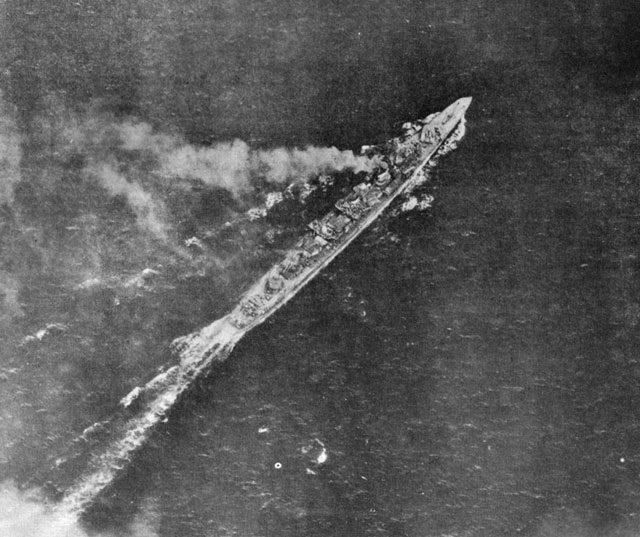
空襲を受ける駆逐艦「島風」。魚雷発射管が横を向いており、投棄された後であることが判る。また既に速力も低下している。

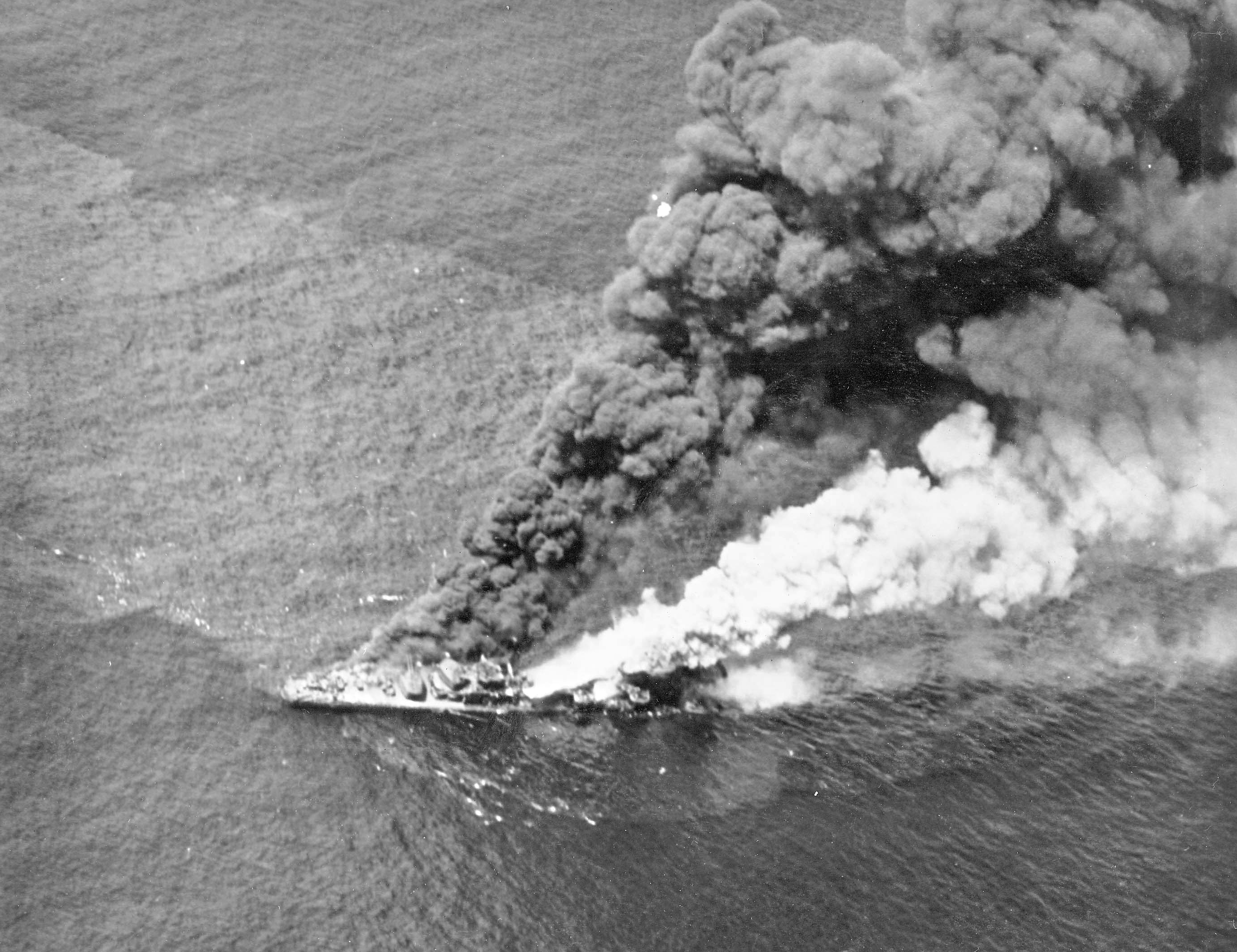
炎上し沈没寸前の駆逐艦「若月」。

- 第2船団：せれべす丸・泰山丸・三笠丸・西豊丸・天照丸
- 護衛部隊：掃海艇第30号・駆潜艇46号
- 警戒部隊：島風・浜波・初春・竹

糧食・弾薬など6,000トン、兵站部隊および第26師団（泉兵団）の一部を輸送する。計画では第4次輸送部隊がマニラ帰港後に出港する予定だったが、フィリピン周辺の天気予報は悪天候が続き「連合軍側は航空機の攻撃が出来ない」と予想された。南西方面艦隊司令部は「八日菲島中部東方海面ニ出現セル低気圧ノ影響及目下敵機動部隊菲島ヨリ離隔セル算アルコト並ニ第一遊撃部隊出動ノ好機ヲ利用スルタメ」と報告している。大本営海軍部も「通信情報ニ依レバ五、六日菲島ニ来襲セシ敵機動部隊ハ『パラオ』東方海面ニテ補給中ナルモノノ如ク」と判断した。
以上の判断により南西方面艦隊司令部は、悪天候が続くうちに輸送を終了させようと、第三次輸送部隊の11月9日出撃を決定した。低速船5隻の内訳は、せれべす丸（5,863トン）・泰山丸（3,587トン）・三笠丸（3,143トン）・西豊丸（4,639トン）・天照丸（4,982トン）である。
午前3時に出港後まもなく、せれべす丸がポンドク半島（ルソン島南部）で座礁し、駆潜艇46号が現場に残った。
しかし予報は外れ、天候は回復しつつあった。
10日、本隊は途中で第四次輸送部隊とすれ違い（上述）、警戒部隊の艦を一部交換する形となった。初春と竹は第四次輸送部隊に編入されマニラに引き返し、駆逐艦3隻（長波・朝霜・若月）が第四次輸送部隊から第三次輸送部隊に編入された。その結果、オルモック突入時の船団は以下の通りとなった。
- 第2船団：泰山丸・三笠丸・西豊丸・天昭丸
- 護衛部隊：掃海艇第30号
- 警戒部隊：島風・浜波・長波・朝霜・若月

11月11日日付変更後、アメリカ軍魚雷艇や空襲を受けたが被害はなかった。同日朝、予定どおりオルモック湾口までたどり着いた。
12時0分にオルモック到着予定だったが、オルモック湾手前で8時30分から11時40分までに艦上機延べ347機の攻撃を受けた。これは「日本軍戦艦部隊がレイテに向け進撃中」との情報により、燃料補給を中断してひきかえしてきた第38任務部隊の艦載機であった。この戦艦部隊はモロタイ基地機を牽制するために出動中の第一遊撃部隊だったが、アメリカ軍機は戦艦部隊を発見できず、オルモックに向け航行中の輸送船団（第三次輸送部隊）を発見し、攻撃したのである。こうして見ると、第一遊撃部隊の牽制出動が却って仇となり、第三次輸送部隊の全滅を招いたことになるが、当時、中央でも現地部隊でもこうした実情を知るはずもなかった。
駆逐艦は煙幕を張ったが、輸送船は全船沈没した。続いて護衛・警戒部隊も攻撃された。朝霜を除く駆逐艦4隻（島風・若月・長波・浜波）と掃海艇第30号など、全ての艦が沈没した。島風沈没により、座乗していた第二水雷戦隊司令官早川幹夫少将も戦死した。
直衛の陸軍航空隊約20機は、飛行第54戦隊長黒川直輔少佐をふくめ8機を喪失した。

### レイテ決戦方針の動揺
11月10日の時点で、多号作戦第三次輸送部隊と第四次輸送部隊は順調に輸送作戦を続行しているようにみえた。大本営はあくまでレイテ決戦と精鋭戦力の増強（輸送）を基本方針としており、南方軍に対し台湾配備の第十師団のフィリピン投入を通知、くわえて「今ヤ決戦ノ機ヲ目前ニ控ユルノ秋　決戦兵団カ逐次順調裡ニ主決戦場ニ到着シツツアルコトハ同慶ニ堪ヘサルト共ニ　大本営ハ更ニ現地軍ノ有力兵団（部隊）ノ果敢機ニ投スル投入断行ヲ期待シ其ノ必成ヲ記念シアリ」と要望した。
この前後、マニラで南方軍（寺内元帥）と第14方面軍（山下大将）はレイテ決戦について合同研究を実施する。
翌11月11日、寺内総司令官はレイテ決戦続行を決断し、山下第14方面軍司令官も了承した。
南方軍と南西方面艦隊では、今後のレイテ決戦輸送計画を立案する。歩兵第5連隊1コ大隊は15日（マニラ）発、第26師団軍需品は18日発、歩兵第5連隊主力は20日発、第68旅団主力は20日発、独立混成58旅団主力は20日発、第23師団主力は27日発という内容である。
直後、第三次輸送部隊全滅の急報が入り「望ミヲ嘱シタル第二十六師団ハ三分ノ一強　軍需品ノ突入輸送ハ意外ナル蹉跌ニ依リテ成果予期ノ如クナラザル報ニ接シ」、南方軍は「レイテ地上決戦続行は不利」と大本営に意見具申してレイテ決戦中止の決断を（暗に）求めた。
11月13日、大本営陸軍部はレイテ決戦方針の堅持を現地陸軍に伝達し、大本営陸軍部・海軍部はさらに増援部隊の派遣を計画していると述べた。
14日、参謀総長は昭和天皇に「『レイテ』方面ノ補給ノ状況ニ就テ」上奏し、18日に輸送船4〜5隻、24日に輸送船3〜4隻で軍需品を輸送するとの計画を述べた。ところが、投入予定の輸送船は13日と14日のマニラ空襲で全滅した（詳細後述）。
その頃、日本陸軍第23師団乗船の輸送船はヒ81船団に加わり、11月13〜14日に北九州を出発、マニラに向け南下中であった。第23師団は12月上旬にレイテ島へ進出する予定だった。
11月15日以降、アメリカ海軍潜水艦の襲撃により3隻（空母神鷹〈11月17日〉・あきつ丸〈11月15日〉・摩耶山丸〈11月17日〉）が沈没し、6,000名以上が戦死する大惨事となった。第23師団司令部は師団長と参謀1名のみ救助され残りは全滅、機能を喪失した。残存部隊を乗せた特殊船2隻（神州丸・吉備津丸）も台湾に退避した。
大本営陸軍部はレイテ地上決戦が不可能になったことを悟ったが、対外的には断固としてレイテ決戦を遂行すると表明した。昭和天皇も戦況奏上の際に「陸海協力、全力をかけて勝ち抜くよう」と指導した（11月20日）。
11月17日、南方軍司令部（寺内元帥ほか）は空路でマニラからサイゴンへ後退した。

### 水上艦隊の再編
11月5日、日本海軍は第四航空戦隊（司令官：松田千秋少将）を第二遊撃部隊に編入する。第四航空戦隊の航空戦艦2隻（日向・伊勢）は第三十一戦隊（五十鈴・霜月・桑・槇・杉・桃・梅）各艦と共に内地を出撃、南西方面にむかった。
11月10日夜、隼鷹輸送隊（空母隼鷹・巡洋艦2隻〈利根・木曾〉・第30駆逐隊〈夕月、卯月〉）がマニラに到着、隼鷹は搭載していた陸軍パラシュート部隊や特攻ボート・震洋・第31特別根拠地隊（司令官：有馬馨少将、17日より岩淵三次少将）向けの物資を陸揚げした。
第一水雷戦隊（司令官：木村昌福少将）はレイテ沖海戦で旗艦阿武隈を失っていたので、木曾がマニラに残り第一水雷戦隊旗艦として多号作戦に参加することになった。隼鷹隊には、スリガオ海峡夜戦から生還したものの損傷の大きい白露型駆逐艦時雨が加わる。11月12日、隼鷹隊（隼鷹・利根・時雨・夕月・卯月）はマニラを出港、内地に向かった。
大本営がレイテ決戦方針を示した11月13日、アメリカ軍機動部隊（第38任務部隊）はマニラを襲撃した。
マニラに到着したばかりの軽巡洋艦木曾は大破着底する。駆逐艦4隻（初春・沖波・秋霜・曙）は沈没するか大破着底し、給油艦隠戸が大破、駆逐艦潮が損傷した。輸送船の被害は甚大だった。唯一の優速船だった金華丸を含め、輸送船15隻（約7.3万トン）が沈没、ミンドロ島付近の輸送船2隻が沈没した。
志摩長官は「このままでは健在の駆逐艦も全滅する」と南西方面艦隊（司令長官：大川内傳七中将、参謀長：有馬馨少将）に進言し、水雷戦隊のマニラ脱出を意見具申した。13日午後の時点で、大川内中将は木村第一水雷戦隊司令官に水雷戦隊のボルネオ島西北部ブルネイへの回航を命じた（NSB電令作第749号）。旗艦那智を喪失していた第二遊撃部隊司令部（志摩清英第五艦隊司令長官など）も、各駆逐艦に便乗して撤退することになった。
同日夜半、木村少将指揮下の駆逐艦5隻（霞〈木村司令官〉・初霜〈志摩長官〉・朝霜・潮・竹）はマニラを出発し、ブルネイにむかった。
11月14日、ふたたびアメリカ軍機動部隊艦載機がマニラを襲撃し、曙・駆潜艇116号・輸送船3隻などが沈没した。
アメリカ軍機動部隊の一連の空襲と情報分析により、先の台湾沖航空戦やレイテ沖海戦で日本海軍が主張した大戦果は誤報であることが確実となった。
11月15日、豊田連合艦隊長官は栗田中将に対し第一遊撃部隊所属の戦艦3隻（大和・長門・金剛）、軽巡洋艦矢矧、第17駆逐隊（浦風・雪風・磯風・浜風）の内地回航と修理を、シンガポールで修理中の2隻（高雄・妙高）を除く3隻（戦艦榛名、巡洋艦〈羽黒・大淀〉）を大川内傳七中将（南西方面艦隊司令長官）の指揮下に編入するよう命じた（GF電令作第419号）。
大川内長官は、3隻（榛名・羽黒・大淀）を第二遊撃部隊指揮官志摩清英中将指揮下の支援部隊に編入したが、榛名はリンガ泊地到着直前に座礁し、高速航行と長期航海に支障をきたすようになった。
同日夜、大川内長官は多号作戦警戒部隊（第二遊撃部隊）に部署されていた第一水雷戦隊と第二水雷戦隊を支援部隊に編入、17日には支援部隊の待機位置をスマトラ島のリンガ泊地に指定した。
11月20日、日本海軍は水上艦艇の兵力を再編する。島風沈没時に全滅した第二水雷戦隊を再建するため、第一水雷戦隊を解隊して二水戦に転用する（木村昌福少将が第二水雷戦隊司令官に就任）。
旧第十戦隊の構成艦（矢矧・雪風・浦風〈21日沈没〉・磯風・濱風・霜月・冬月・涼月）も、二水戦に編入された。また第一水雷戦隊の穴埋めとして、第三十一戦隊（軽巡洋艦五十鈴〈11月19日潜水艦雷撃で損傷、桃護衛下でシンガポール回航〉、第30駆逐隊〈卯月・夕月〉・第43駆逐隊〈竹・梅・桃・槇・桐〉・第52駆逐隊〈11月15日新編、11月25日編入。桑・杉・樅・檜〉・第21海防隊）を第五艦隊に編入し、対潜作戦と輸送作戦護衛に従事させた。
ここに、多号作戦は松型駆逐艦・第一号型輸送艦・第百一号型輸送艦（陸軍側呼称SB艇）・機動艇（陸軍側呼称SS艇）を主力として再開されることになった。
22日時点での支援部隊（第五艦隊旗艦足柄）の兵力は、戦艦3隻（榛名・伊勢・日向）、巡洋艦3隻（足柄・羽黒・大淀）、駆逐艦5隻（霞・潮・朝霜・岸波・霜月）となった。第三十一戦隊司令部は秋月型駆逐艦霜月を旗艦としてシンガポールからマニラに進出しようとしたが、25日に潜水艦カヴァラの雷撃で霜月は沈没、司令官江戸兵太郎少将を含め司令部全滅という結果になった。第三十一戦隊司令部（新任司令官は鶴岡信道少将）は12月上旬に内地で新編され、12月22日に空路でマニラに進出した。
一方、栗田長官の第一遊撃部隊（大和・長門・金剛・矢矧・浦風・雪風・磯風・浜風）は11月16日夕方にブルネイを出発して内地へ帰投したが、21日未明に台湾沖でアメリカ軍潜水艦・シーライオン二世の襲撃により金剛と浦風を喪失した。他の艦は23日に内海西部に到着。第17駆逐隊（浜風・雪風・磯風）は長門を横須賀まで護衛したあと、今度は空母信濃（特攻兵器桜花50基登載）を横須賀から呉まで護衛する。29日、信濃はアメリカ軍潜水艦アーチャーフィッシュの雷撃で沈没した。

### 第5次作戦
11月13日と14日のマニラ空襲で、軍需品の輸送を担当するはずだった輸送船は全滅した。レイテ島の日本軍は補給を断たれ、重装備も不足し、苦戦を強いられていた。そこで第68旅団の輸送をおこなうはずだった第五次～七次作戦は、軍需品の輸送に振り替えられた。
同時期、第14方面軍司令官山下奉文大将は、第三船舶司令部にレイテ島輸送作戦の決行を下令する。これにより陸軍潜水艦・まるゆ（三式潜航輸送艇）3隻も投入された。これは記録に残る陸軍潜水艦の最初の実戦参加である。またセブ島・レイテ島間では水雷艇や魚雷艇による輸送と連絡が行われていたが、こちらも制空権の喪失と優秀なアメリカ軍魚雷艇の活動により、損害を出しながらの運用だったという。海路での物資補給は期待できず、日本陸軍航空隊は、空中空輸という方式でレイテ島日本軍に補給をつづけた。

#### 第1梯団
- 輸送船：輸送艦第101号、同141号、同160号
- 護衛艦艇：駆潜艇第46号

11月23日、第一梯団は兵員1,000名と軍需品を搭載してマニラを出港する。24日、マステバ島カタイガン湾に待避していたが、空襲により輸送艦は3隻とも沈没した。駆潜艇46号もマニラへの帰途、翌25日に被爆沈没し船団は全滅した。セブ島の第33特別根拠地隊（志柿大佐〈先任参謀〉）は「ビサヤ地区での昼間避泊は絶対不可」「今ごろこんなことをやるというのは、よほどどうかしている」として意見具申したが、採用されなかったという。輸送艦の生存者はマステバ島に上陸した。

#### 第2梯団
- 輸送船：輸送艦第6号、同9号、同10号
- 護衛艦艇：竹

竹駆逐艦長の宇那木勁少佐（新南群島で飯村少佐と艦長交替）の指揮下で、船団4隻（護衛艦竹・第一号型輸送艦3隻〈6号・9号・10号〉）という編成で、11月24日にマニラを出港した。
25日未明よりマリンドーケ島バナラカン湾へ待避していたが、アメリカ軍機動部隊艦載機の空襲により輸送艦6号と10号が沈没する。9号は損傷により揚陸装置が故障、竹も損傷した。
第2梯団は竹駆逐艦長の決断により、マニラに引き返した。『戦史叢書』では大河内長官の命令で帰投したとの記述があるが、竹の宇那木艦長は「輸送戦隊司令官より作戦続行命令が出たが独断でマニラに帰投した」と証言している。
26日にマニラに到着すると、第一輸送戦隊司令官曽爾章少将が宇那木を出迎え「南西方面艦隊参謀長有馬馨少将が強硬だった。無事にもどってきてくれてよかった」と語ったという。第5次多号作戦は失敗した。

#### その他
アメリカ軍機動部隊のルソン島に対する空襲は25日早朝からはじまり、サンタクルズ沖においてマニラへ向かう第一輸送戦隊（通称「八十島船団」。軽巡洋艦八十島・二等輸送艦〈113号・142号・163号〉）が沈没、サンタクルズで修理中の重巡洋艦熊野も沈没した。八十島船団はフィリピン地上戦に投入予定の一式砲戦車を輸送中であった。
マニラを出撃した陸軍潜水艦まるゆ3隻は、11月26日にカモテス海のバシハン島に到着し、揚陸用の人員と物資を搭載した。11月27日未明、まるゆ2号艇（指揮官艇、潜航不能状態で出撃）は哨戒中のフレッチャー級駆逐艦4隻に補足されて撃沈された。まるゆ1号艇と3号艇はレイテ島オルモック湾に到着し、米、緊急食、通信用バッテリー、大発動艇修理部品を陸揚げした。レイテ島に対する17日ぶりの物資補給成功であった。

### 第6次作戦
- 輸送船：神祥丸・神悦丸
- 護衛艦艇：駆潜艇45号・53号・哨戒艇105号

11月27日、戦時標準型貨物船の神祥丸（2,880トン）と神悦丸（2,211トン）を、護衛艦艇3隻（哨戒艇105号・駆潜艇〈45号・53号〉）が護衛し、マニラを出撃した。途中空襲を受けたが大きな損傷無く、日本軍の空挺部隊の陽動作戦（飛行場制圧作戦）の支援をうけ、28日19時0分にオルモックに突入した。弾薬250m3、糧食1100m3を揚陸した。
しかし夜間に敵魚雷艇の攻撃を受け駆潜艇53号、哨戒艇105号が沈没した。
翌30日朝の空襲で揚陸の遅れていた神悦丸が炎上し、接岸したまま擱座する。残った神祥丸と駆潜艇45号はマニラを目指したが、30日にセブ島東方で遭難沈没。船団は全滅した。
だが軍需品の一部揚陸に成功したことは、日本軍各部にレイテ作戦遂行への希望を抱かせた。

### 第7次作戦

#### 第1梯団
- 輸送船：陸軍SS艇3隻
- 護衛艦艇：駆潜艇第20号

11月28日、SS艇（5号・11号・12号）を駆潜艇20号が護衛し、兵員200名と糧食弾薬を乗せてマニラを出港する。29日マスバテ島でSS艇5号が座礁する。残2隻は30日23時0分にレイテ島イピル（オルモック南方4km）に到着し、人員200名、糧食510m3、弾薬60m3、衛生材料45m3を揚陸した。12月1日1時40分に揚陸完了し、2日に無事マニラに帰着した。

#### 第2梯団
- 輸送船：陸軍SS艇2隻

11月30日、SS艇（10号・14号）でマニラを出港する。マステバ島沖合でアメリカ軍駆逐艦4隻に発見され、撃沈された。

#### 第3、第4梯団
- 輸送船：輸送艦第9号・140号・159号
- 護衛艦艇：竹・桑

12月1日、桑駆逐艦長山下正倫中佐の指揮下、輸送艦（9号・140号・159号）を松型駆逐艦2隻（桑・竹）が護衛してマニラを出撃する。
2日23時30分ころ、オルモックに突入した。
翌3日0時30分ころ、護衛部隊（桑・竹）がアメリカ側大型駆逐艦3隻（モール、アレン・M・サムナー、クーパー）および魚雷艇と交戦した。戦闘前、日本軍小数機（夜間戦闘機月光・水上爆撃機瑞雲）の夜間爆撃と機銃掃射でアレン・M・サムナーが小破する。
つづいて日本側駆逐艦（桑・竹とも魚雷を発射）の雷撃により駆逐艦クーパーが轟沈する。残るアメリカ側駆逐艦2隻（サムナー、モール）は甲標的の攻撃と判断して撤退した。だが日本側も桑が沈没、竹も損傷した。このとき竹が魚雷により戦果をあげたのが、日本海軍水上艦艇最後の魚雷戦と言われている。ただし、12月26日の礼号作戦でも魚雷は使用されている。輸送艦3隻と竹は12月4日、マニラに帰着した。竹は応急修理をうけたあと、内地へ帰投した。

### 第8次作戦

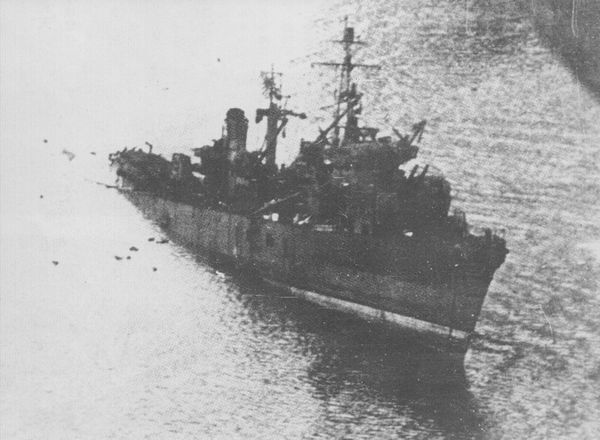
擱座した第11号輸送艦。

- 輸送船：赤城山丸・白馬丸・第5真盛丸・日洋丸
- 護衛艦艇：梅・桃・杉・駆潜艇第18号・38号・輸送艦第11号

第六次多号作戦と第七次多号作戦は部分的に成功し、方法如何によってはレイテへの輸送が可能であるとみなされた。また日本陸軍航空隊の空挺作戦も、連合軍の飛行場に損害を与えたと判断した。大本営はひきつづきレイテ作戦の続行を企図した。持久に転じても、数か月の時間を得ると判断した。
現地では、第8次多号作戦が実施された。第8次では、第68旅団（通称号「星」）の主力約4,000名を輸送する。12月5日10時30分、第43駆逐隊司令菅間良吉大佐（司令駆逐艦：梅）の指揮下、輸送船赤城山丸（4,714トン）、白馬丸（2,857トン）、日祥丸（6,482トン）、輸送艦11号は、艦艇5隻（駆逐艦〈梅・桃・杉・駆潜艇〈18号・38号〉）の護衛下でマニラを出港した。船団の速力は6ノットで、7日17時30分のオルモック到着を予定していた。6日には支援のためにテ号作戦が行われた。
だが、揚陸当日にアメリカ軍の大部隊がオルモック南部のアルベイラに上陸する。そのため第8次多号作戦部隊は、揚陸地をレイテ島北西岸のサンイシドロ（漁村）に変更した。
7日10時0分以降、擱座・揚陸を始めた。揚陸中にB-24多数に空襲され、さらに連合軍戦闘爆撃機（P-40・P-47）32機、P-38ライトニング50機、海兵隊F4Uコルセア16機の波状攻撃をうける。人員は上陸したが軍需品の揚陸には失敗、物資は砲2門他の揚陸に留まった。梅と杉は損傷、輸送船4隻と輸送艦第11号は大破したため放棄され、残りの護衛艦艇5隻はマニラに帰投した。
第68旅団長栗栖猛夫陸軍少将ふくめ幹部将校は、その後の地上戦で戦死した。第68旅団は合計約7,000名がレイテ島に上陸したとされるが、その戦闘状況はよくわからない。
12月5日正午すぎ、日本陸軍のSS艇3隻（6号・7号・9号）もマニラを出撃、第八次輸送部隊の後方についた。6日5時30分、SS艇6号は故障のためマンドリーケ島附近で速力低下、落伍した。7日朝、第43駆逐隊司令より「隊列を解き各船艇付近に擱座すべし」の命令が出され、SS艇9号はパロンポン（レイテ島北西岸）に向かった。SS艇7号（川井輝臣陸軍中尉）はサンイシドロ手前2マイルの陸岸に擱座し、独立歩兵第380大隊の159名・独立混成56師団通信隊37名・迫撃砲2門・機関砲2門・輜重車両4・弾薬食糧の揚陸に成功する。午後0時30分、レイテ島を離脱し、12月8日夕刻にマニラへ帰投した。6号艇と9号艇は未帰還となった。川井艇長は山下陸軍大将より直接感状を授与されたという。

### 第9次作戦
- 輸送船：美濃丸・空知丸・たすまにや丸

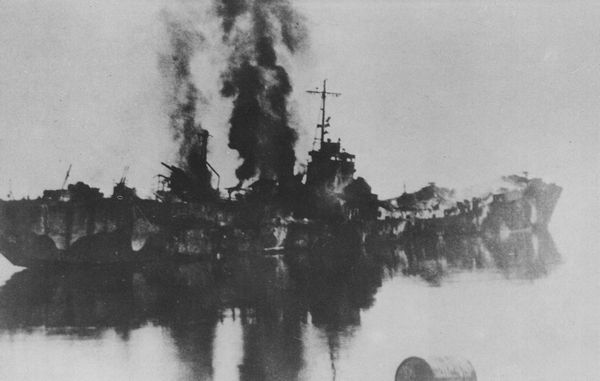
陸上からの砲撃によりオルモック湾で大破した第159号輸送艦。

- 護衛艦艇：夕月・卯月・桐・駆潜艇第17号・37号
- 輸送艦第140号・159号
- 輸送艦第9号（セブ島に向かうが途中まで同行）

連合軍がレイテ島西岸に上陸したためオルモック揚陸は困難になったが、日本軍はレイテ増援作戦を続行した。
第九次作戦の輸送船3隻（美濃丸（4,667トン）、空知丸（4,107トン）、たすまにや丸（4,106トン））には、第八師団歩兵第5連隊を基幹とする高階部隊約4,000名と、臨時歩兵第5連隊（カモテス支隊）約1,200名、兵器弾薬1,200m3、糧食800m3を搭載する。
輸送艦2隻（第140号・159号）にはオルモック湾への逆上陸を目指す海軍特別陸戦隊約400名（伊藤徳夫少佐、特二式内火艇（水陸両用戦車）10輌・噴進砲21基）を搭載した。またセブ島の第三十三根拠地隊向けの甲標的2隻を載せた輸送艦第9号も途中まで同行した。護衛の駆逐艦は、第30駆逐隊司令澤村成二大佐（司令駆逐艦：夕月）指揮下の3隻（睦月型駆逐艦〈夕月・卯月〉・松型駆逐艦桐）であった。
12月9日14:00、第九次輸送部隊（駆逐艦〈夕月・卯月・桐〉・駆潜艇〈17号・37号〉・輸送船〈美濃丸・空知丸・たすまにや丸〉・輸送艦〈140号・159号・9号〉）はマニラを出港した。12月11日午前11頃、第9号輸送艦はセブ島にむけ分離する。一方、第九次輸送部隊は連合軍戦闘爆撃機（P-40・F4U・P-38）多数の本格的な攻撃を受け、卯月が損傷（艦長重傷）、たすまにや丸・美濃丸が擱座・沈没した。澤村司令は指揮下艦艇を分割し、護衛3隻（卯月・17号・37号）に沈没者救助と空知丸のパロンポン揚陸護衛を命じた。夜間になり、卯月はオルモックに向かったが、アメリカ軍魚雷艇2隻（PT490・PT492）の雷撃により轟沈した。
澤村司令指揮下のオルモック揚陸組（駆逐艦〈夕月・桐〉・輸送艦〈140号・159号〉）は22時0分にオルモック西方2km地点に突入、輸送艦は揚陸を開始する。人員・戦車の全部と機材の半分を揚陸したが、第159号は陸上からの砲撃と艦砲射撃で破壊された。
第九次輸送部隊の揚陸実施中、アメリカ軍も輸送船団をオルモックに派遣し、揚陸作戦を実施していた。アメリカ軍船団を護衛していた大型駆逐艦は5隻で、夜戦となったが日米双方とも損害なくオルモック湾を離脱した。夜戦終了後、桐は澤村司令の命令によりパロンポンに戻り、桐便乗中の陸兵（沈没船生存者）を揚陸した。パロンポンにいた空知丸と駆潜艇2隻はそれより先に揚陸を終了し、マニラに向かった（13日15時0分帰着）。
単艦となった夕月は、揚陸を終えた140号輸送艦を護衛してオルモック湾を脱出、もどってきた桐と合流してマニラへ向かった。夕刻、3隻（夕月・桐・140号）はパナイ島東方でF4UコルセアとP-38の爆撃を受けて夕月は大破、桐も至近弾で片舷航行となった。澤村司令は桐に移乗し、夕月を自沈処分にした。1213日19時0分、2隻（桐・140号）はマニラに帰着した。

### 第10次作戦
- 輸送船：有馬山丸・和浦丸・日昌丸
- 駆逐艦：清霜

12月7日にレイテ島西岸のアルベイラにアメリカ軍が上陸し、レイテ島の日本軍は揚陸地点（オルモック）と最前線部隊の連絡が遮断される事態になった。南西方面部隊指揮官の大川内傳七南西方面艦隊司令長官は、戦艦と戦闘行動に支障があるものを除く第二遊撃部隊のブルネー進出待機を命じた。だが該当する艦艇は足柄と大淀のみで、ブルネイも頻繁に空襲をうける状態であった。最終的に第二遊撃部隊（指揮官：志摩清英第五艦隊司令長官）のカムラン湾回航と待機が命じられる。
12月12日、第二遊撃部隊はリンガ泊地を出発し、14日にカムラン湾に到着する。第二水雷戦隊司令官木村昌福少将は、旗艦を駆逐艦朝霜から軽巡洋艦大淀に変更した。カムラン湾集結時の兵力は、重巡洋艦足柄（第五艦隊旗艦）・第四航空戦隊（日向〈旗艦？〉・伊勢）・第二水雷戦隊（軽巡洋艦大淀・駆逐艦〈朝霜・霞・初霜〉）・給油艦日栄丸であった。
一方、大本営陸軍部・海軍部はタマ35船団（高雄～マニラ行）としてルソン進出中の陸軍歩兵部隊（第10師団の歩兵第39連隊・第23師団の歩兵第79連隊）を、輸送船4隻（有島丸・日昌丸・和浦丸・鴨緑丸）に乗船のままカリガラ湾に突入させることに決め、これを「決号作戦」と呼称、第十次多号作戦として実施することになった。大川内中将は、第二水雷戦隊の駆逐艦1隻（清霜）と輸送艦1隻を護衛部隊に編入した。
船団は11日にマニラへ入港、出撃準備に入る。大本営の意向に対し、第14方面軍はタマ35船団の陸軍部隊をルソン島に配備するよう希望した。協議の結果鴨緑丸は作戦から外され、永吉支隊（歩兵第39連隊（一大隊欠）基幹）のレイテ島カリガラ湾西部逆上陸、畠中支隊（歩兵第71連隊の一大隊）の小レイテ湾補給基地設定が決まる。第10次多号作戦部隊は12月14日のマニラ出撃を予定した。
しかし13日に発見された敵上陸部隊が14日には北上を始め、ルソン島へ向かう公算が大きくなった（実際にはミンドロ島に上陸）。そこで第14方面軍は計画を中止、輸送予定部隊をルソン島守備の配置に就かせた。 
これを受け同日第10次作戦の中止が発令され、ここで多号作戦は終了した。大川内中将（南西方面艦隊司令長官）もアメリカ軍がルソン島に来襲すると報じ、水上部隊の突入作戦を企図して第二遊撃部隊のカムラン湾から新南諸島への進出を下令、第二遊撃部隊決戦用意（NSB電令作第827号）を発令する。フィリピンの戦いはミンドロ島地上戦という局面を迎えた。
12月25日、第14方面軍司令官山下大将（ルソン島マニラ）は、レイテ島の第35軍に対し、持久作戦への転移を命じた（尚武作命第二七二号要旨）。
12月31日、多号作戦部隊は編成を解かれた。